# L. Morange
L. Morange fou un compositor francès d'últims de segle xviii i principis del xix
Va ser director d'orquestra en diversos teatres de París i va escriure les operetes Les quiproquo nocturnes, Les petits Auvergnats, Un grain de folie, i la música dels melodrames La bataille de Dunes, L'enfant prodigue, Ardres sauvée, A-t-il deux femmes?, i Amour et cruauté.